# Villa Volpi
Villa Morosini-Gatterburg, Volpi di Misurata è una villa veneta sita in località Marocco e divisa tra i comuni di Mogliano Veneto (casa padronale, cappella e altri corpi) e Venezia (rustico). La proprietà si sviluppa infatti a cavallo del fiume Dese, affacciandosi inoltre sul lato ovest del Terraglio, strada nota per l'alta concentrazione di dimore signorili.

## Storia
I riferimenti più antichi risalgono al 1510: in quell'anno i Tiepolo, proprietari dei terreni su cui sorge ora la villa, costruirono un mulino sulla riva sinistra del Dese. Nel 1590 il fondo, su cui è segnata anche una teza (ovvero un fienile) sulla sponda destra, risultava dei Lion.
Alla metà del Seicento le proprietà passarono ai Marini, i quali costruirono una villa affacciata al Terraglio. Secondo le raffigurazioni dell'epoca, l'edificio padronale non era troppo diverso da quello attuale, articolato in tre volumi di cui quello centrale sormontato da un timpano. Ai Marini successero i Morosini nel 1680; in questo periodo la teza si evolse in una vera e propria masseria, mentre le ruote del mulino vennero spostate sulla riva destra.
Nel 1799 l'erede Elisabetta Morosini sposò il conte austriaco Paolo Antonio Gatterburg. Ai Morosini-Gatterbug si devono gli interventi più significativi: nel corso dell'Ottocento fu rifatta la facciata e costruita la cappella, mentre dall'antico mulino posto a sud del Dese venne ricavato un vasto rustico. Nel maggio 1849 la villa ospitò i giovani Ranieri Ferdinando d'Asburgo-Lorena e Ferdinando Carlo Vittorio d'Asburgo-Este, giunti per assistere alla caduta di forte Marghera.
Nel 1904 il complesso venne acquistato dall'industriale Giuseppe Volpi. Durante la prima guerra mondiale ospitò un ospedale militare e durante la seconda fu sede di vari comandi. Adibita poi ad asilo infantile, è stata recuperata solo di recente dopo l'acquisto da parte dei Furlanis.
Affascinanti ma assai improbabili le ipotesi di Venturini, che identificano questo edificio con villa Mocenigo, progettata dal Palladio. Sembra infatti che questo edificio sorgesse più a sud e che fosse stato demolito sul finire del Settecento.

## Descrizione
L'insieme risulta assai articolato e per questo poco armonioso, essendo il risultato di varie aggiunte successive.
L'imponente corpo principale ha il compito di riunire la frammentarietà dell'insieme, ma risulta esso stesso disomogeneo, soprattutto per quanto riguarda il rapporto interno-esterno. La facciata è tripartita, con il partito centrale esaltato da quattro lesene di ordine gigante, che sorreggono un timpano; a questo però non corrisponde un salone passante, ma una semplice stanza.
Più interessante dal punto di vista storico-artistico è l'annesso rustico. È costituito da un corpo principale orientato in direzione nord-sud, con il fronte orientale, quello secondario, schermato da un muro merlato; tra i due elementi si nasconde un piccolo edificio. Come già accennato, la costruzione fu ricavata da un mulino ricostruito dai Morosini sul finire del Seicento; ne sono testimonianza due pietre con fori, in cui si inserivano gli assi delle ruote. Con la vendita a Volpi, l'annesso subì dei profondi rimaneggiamenti: ne venne abbattuta una parte, fu rifatta la facciata e furono aggiunti i due timpani delle estremità; nel frattempo si intraprese la costruzione del muro merlato.